# 中核
世界システム論で中核（ちゅうかく）は、豊かな資本や高い技術を持ち、周辺と有利な条件で交易することで権力を維持し、世界の資本主義経済発展の原動力となる国や地域のこと。周辺から中核への上昇、中核から周辺への下降も稀にある。また、圧倒的な経済力で覇権を確立した国家を覇権国家という。世界システム論の提唱者ウォーラーステインは、まずオランダ、次にイギリスが覇権国家となるも第一次世界大戦でドイツと共倒れ、アメリカ合衆国が覇権国家になったと考えた。